# Хвалибога Тетяна Ігорівна
Хвалибога Тетяна Ігорівна (нар. 4 серпня 1987, м. Тернопіль, Україна) — українська вчена у галузі педагогіки, доктор педагогічних наук (2020), доцент кафедри іноземних мов Тернопільського національного медичного університету імені І. Я. Горбачевського.

## Життєпис
У 2010 році закінчила факультет іноземних мов Тернопільського національного педагогічного університету імені Володимира Гнатюка, отримавши спеціальність: Педагогіка і методика середньої освіти. Мова та література (англійська).
З 2010 року працює у Тернопільському національному медичному університеті імені І. Я. Горбачевського: викладач кафедри філософії, суспільних наук та іноземних мов (2010-2011), викладач кафедри іноземних мов з медичною термінологією (2011-2015); доцент кафедри іноземних мов (2015 і донині). 
У 2018 р. отримала вчене звання доцента кафедри іноземних мов ТНМУ.

## Наукова діяльність
У 2014 році захистила кандидатську дисертацію на тему «Методика формування професійної англомовної компетентності у читанні у майбутніх фармацевтів з урахуванням індивідуально-когнітивних стилів навчання».
У 2020 році захистила докторську дисертацію на тему «Теоретико-організаційні засади професійної підготовки майбутніх лікарів в університетах США».
Учасниця міжнародних наукових форумів, конференцій, семінарів.
Член редакційної колегії наукових журналів «Медична освіта», «Гірська школа Українських Карпат», «Науковий вісник Мукачівського державного університету: зб.наук.пр. Серія: Педагогіка та психологія».

## Доробок
Автор і співавтор понад 120 праць, монографій, посібників.
Основні наукові праці:
Монографії
- Горпініч Т. І. Теоретичні основи професійної підготовки майбутніх лікарів в університетах США: монографія / Наук. редактор А. В. Вихрущ. Тенопіль: Укрмедкнига, 2018. — 408 с.
- Горпініч Т. І. Особливості акредитації вищих навчальних закладів у США / Т. І. Горпініч //Якість університетської освіти: актуальні питання теорії та практики: колективна монографія / За редакцією: В. Я. Брича, А. В. Вихруща. — Тернопіль: ТНЕУ, 2016. — 520 с. — С. 77-86.
- Горпініч Т. І. Особливості оцінки якості вищої освіти в Європі та США / Т. І. Горпініч // Якість вищої медичної освіти: колективна монографія до 60-річчя ТДМУ / За редакцією: А. Г. Шульгая, Н. О. Федчишин. — Тернопіль: Укрмедкнига, 2017. — Т. І. — С. 113—132.
- Horpinich T. Integration Guidelines of Western Countries in the Formation of Creative Personality of Medical Students / T. Horpinich // Educationalists versus Politicians — Who Should Integrate Europe for Wellbeing of all Inhabitants. —  Łódź — Warsawa: Studia i Monographie, 2017. — P. 379—393.
- Horpinich T. The influence of the USA pedagogical science on the development of the European educational environment. Sustainable Education as a Way of Bringing People Together — Multiple Stories From Europe / T. Horpinich, Ya. Nakhaieva. — Łódź: Wydawnictwo Społecznej Akademii Nauk, 2018. — P. 373—383.

Scopus
- Horpinich T. I. Echoes of the Herbartianism in Western Ukraine / N. Fedchyshyn, H. Klishch, T. Horpinich, N. Yelahina // Cultura. International Journal of Philosophy of Culture and Axiology. № 15 (1), 2018. — P. 103—114.
- Horpinich T. I. Typical Linguistics-Stylistic Features of English Political Discourse / T. M. Olendr, T. I. Horpinich // Annals of the University of Craiova. Linguistics and Philology. — № 1-2, 2018. — P. 121—133.

Web of Science
- Горпініч Т. І. Розвиток творчих здібностей студентів у процесі навчальної діяльності / О. В. Маркова, Т. І. Горпініч, Л. М. Височан // Наука і освіта. — 2017. — № 12. — С. 78-84.
- Horpinich T. I. Development of medical students’ reading competency in professional English with the account of functional asymmetry of cerebral hemispheres / L. I. Morska, T. I. Horpinich, T. M. Olendr // Science and Education. — Odesa, 2018. — № 3.
- Vykhrushch A. V., Hnatyshyn S. I., Klymenko A. O., Medynska O. Ya., Synorub H. Р., Horpinich T. I. Development of information culture of students of humanitarian specialties. Information Technologies and Learning Tools. 2019. Vol. 72, № 4. P. 152—167.
- Nakhaieva Ya. M., Fedchyshyn N.O., Novitska O. I., Vykhrushch A. V., Yelahina N. I., Horpinich T. I., Kolodnytska O. D., Novitska O. I. Formation of Professional Speaking for Future Doctors through the Prism of Medical Terminology Study International Journal of Applied Exercise Physiology, 2020. Volume 9 (4). P. 27-37.

Посібники
- Горпініч Т. І. Medical English for Pharmacists: Reading Comprehension / Т. І. Горпініч. — Тернопіль: Посібники і підручники, 2014. — 134 с.
- Методичні вказівки і контрольні роботи з іноземних мов для студентів заочної форми навчання / [укл. Н. О. Федчишин, М. І. Бобак, Т. І. Горпініч, Н. І. Єлагіна та ін.]. — Тернопіль: ТДМУ, 2017. — 222 с.
- Speak and write in English, sprich und schrieb deutsch, parler er ecrire en francais (Методичні завдання і контрольні роботи з іноземних мов) / [укл. Н. О. Федчишин, М. І. Бобак, Т. І. Горпініч, Н. І. Єлагіна та ін.]. — Тернопіль: ТДМУ, 2018. — 184 с.
- Fachdeutsch für die Rehabilitologen. Professional English for Physiatrists: Lehrwerk / [N. Fedchyshy, T. Horpinich, H. Klishch, N. Yelahina, K. Oleksii, I. Holub, A. Shulhai]. — T. «Ukrmedknuha», 2018. — 120 s.
- Fachdeutsch für die Pharmazeuten. Professional English for Pharmacists / N. Fedchyshyn, T. Horpinich, H. Klishch, N. Yelahina, M. Bobak, O. Kolodnytska. — Ternopil: TSMU, 2018. — 280 s.
- Professional English for Physiatrists [Text]: textbook / T. Horpinich [et al.]. Fachdeutsch für die rehabilitologen: lehrwerk / N. Fedchyshyn ; I. Horbachevsky Ternopil National Medical University. — Ternopil: TSMU «Ukrmedknyha», 2019. — 120 p.
- English for pharmacists: textbook / T. Horpinich [et al.]. Deutsch für pharmazeuten: lehrwerk / N. Fedchyshin ; I. Ya. Horbachevsky Ternopil National Medical University. — Ternopil: TNMU «Ukrmedknyha», 2020. — 142 р.